# الغارب (إب)
الغارب هي إحدى قرى الجمهورية اليمنية. وهي تتبع جغرافيًا لمحافظة إب. وإداريًا لمديرية فرع العدين. يبلغ تعداد سكانها 3142 نسمة حسب الإحصاء الذي جرى عام 2004.